# Hyles heliophila
Hyles heliophila är en fjärilsart som beskrevs av Wladasch. 1941. Hyles heliophila ingår i släktet Hyles och familjen svärmare. Inga underarter finns listade i Catalogue of Life.